# 绵毛长蒴苣苔
绵毛长蒴苣苔（学名：Didymocarpus niveolanosus）为苦苣苔科长蒴苣苔属下的一个种。其种加词“niveolanosus”意为“具白色绵毛的”。
现接受名为绵毛石山苣苔（Petrocodon niveolanosus (D.Fang & W.T.Wang) A.Weber & Mich.Möller, 2011）。